# Phoradendron kuntzei
Phoradendron kuntzei är en sandelträdsväxtart som beskrevs av Ignatz Urban. Phoradendron kuntzei ingår i släktet Phoradendron och familjen sandelträdsväxter. Inga underarter finns listade i Catalogue of Life.